# Dvorec Boštanj (Stanjski grad)
Dvorec Boštanj (nemško Savestein) je bil dvorec, ki je stal na robu vasi Boštanj v bližini ruševin gradu Boštanj
EŠD: nezaščiteno območje
Koordinati: 46°1'7,17" N 15°16'19,78" E

## Zgodovina
Dvorec so verjetno zgradili Lambergi vsaj v 17. stol. Nato je prešel v posest Reffingerjev. V 18. stol. so ga posedovali Mordaxi, ki so leta 1734 pozidali romarsko cerkev Vnebovzetja Device Marije. Leta 1785 ga je posedoval Franc Ksaver Lichtenturn, ki ga je leta 1804 prodal Vincencu Klosenau. 1843 sta ga posedovali Klotilda Jelačič Busin in grofica Ivana Coronini Cronberk. Leta 1849 ga je posedoval grof Henrik Bombelles, leta 1855 vitez pl. Janez Krstnik Benvenuti, nato leta 1858 vitez Ludvik Gutmannsthal Benvenuti. Leta 1882 ga je imel v posestvi pl. Franc Mayer Melnhof. Leta 1886 grof Adalbert Kottulinski. Leta 1903 dr. Ivan Šušteršič, 1907 Jožef Ausch. Po prvi vojni je bil lastnik trgovec Jakil. 10. oktobra 1943 je bil dvorec požgan in prepuščen propadu. Danes so od dvorca vidni samo še temelji objekta in ohranjeni grajski hlevi.